# U-236
| U-236 | U-236 | U-236 |
| --- | --- | --- |
| U 236 | | |
| | | |
| Зображення підводного човна підтипу VIIC                                                                     | | |
| Верф | Friedrich Krupp Germaniawerft, Кіль                                                                                | Friedrich Krupp Germaniawerft, Кіль                                                                                |
| Під прапором                                                                                                 | Третій Рейх | Третій Рейх |
| Належність                                                                                                   | Крігсмаріне | Крігсмаріне |
| Порт приписки                                                                                                | Кіль Мемель Піллау Гамбург                                                                                         | Кіль Мемель Піллау Гамбург                                                                                         |
| Замовлення                                                                                                   | 20 січня 1941 | 20 січня 1941 |
| Закладений                                                                                                   | 23 березня 1942 | 23 березня 1942 |
| Спуск на воду                                                                                                | 24 листопада 1942                                                                                                  | 24 листопада 1942                                                                                                  |
| Введений до складу флоту                                                                                     | 9 січня 1943 | 9 січня 1943 |
| На службі | 1943—1945 | 1943—1945 |
| Загибель | 5 травня 1945 року затоплений у бухті Шляймюнде                                                                    | 5 травня 1945 року затоплений у бухті Шляймюнде                                                                    |
| Бойовий досвід                                                                                               | Друга світова війна                                                                                                | Друга світова війна                                                                                                |
| Проєкт | | |
| Тип ПЧ | середній торпедний ДПЧ                                                                                             | середній торпедний ДПЧ                                                                                             |
| Вартість | 4 714 000 ℛℳ | 4 714 000 ℛℳ |
| Основні характеристики                                                                                       | | |
| Швидкість (надводна)                                                                                         | 17,7 вузла (32,8 км/год)                                                                                           | 17,7 вузла (32,8 км/год)                                                                                           |
| Швидкість (підводна)                                                                                         | 7,6 вузла (14,1 км/год)                                                                                            | 7,6 вузла (14,1 км/год)                                                                                            |
| Робоча глибина занурення                                                                                     | 100 м | 100 м |
| Гранична глибина занурення                                                                                   | 220 м | 220 м |
| Дальність плавання                                                                                           | 135—174 км на швидкості 4 вузли (у підводному положенні) 11 470 км на швидкості 10 вузлів (у надводному положенні) | 135—174 км на швидкості 4 вузли (у підводному положенні) 11 470 км на швидкості 10 вузлів (у надводному положенні) |
| Екіпаж | 44—60 осіб | 44—60 осіб |
| Розміри | | |
| Довжина найбільша (по КВЛ)                                                                                   | 67,1 м | 67,1 м |
| Ширина корпусу найб.                                                                                         | 6,2 м | 6,2 м |
| Висота | 9,6 м | 9,6 м |
| Середня осадка (по КВЛ)                                                                                      | 4,74 м | 4,74 м |
| Водотоннажність надводна                                                                                     | 769 т | 769 т |
| Водотоннажність підводна                                                                                     | 871 т | 871 т |
| Силова установка                                                                                             | | |
| Дизель-електрична: 2 дизельних двигуни MAN M 6 V 40/46, 2 електродвигуни Siemens-Schuckert-Werke GU 343/38-8 | | |
| Гвинти | 2 | 2 |
| Потужність                                                                                                   | 2800—3200 к.с. (дизелі) 750 к.с. (електродвигуни)                                                                  | 2800—3200 к.с. (дизелі) 750 к.с. (електродвигуни)                                                                  |
| Озброєння | | |
| Артилерія | 1 × 88-мм палубна гармата SK C/35                                                                                  | 1 × 88-мм палубна гармата SK C/35                                                                                  |
| Торпедно- мінне озброєння                                                                                    | 4 носових і один кормовий ТА 14 торпед або 26 мін TMA                                                              | 4 носових і один кормовий ТА 14 торпед або 26 мін TMA                                                              |
| ППО | 1 × 37-мм зенітна гармата Flak M42 2 × 20-мм зенітні гармати FlaK 30                                               | 1 × 37-мм зенітна гармата Flak M42 2 × 20-мм зенітні гармати FlaK 30                                               |

U-236 — німецький середній підводний човен типу VIIC, що входив до складу Військово-морських сил Третього Рейху за часів Другої світової війни. Закладений 23 березня 1942 року на верфі № 666 компанії Friedrich Krupp Germaniawerft у Кілі. Спущений на воду 24 листопада 1942 року. 9 січня 1943 року корабель увійшов до складу 5-ї навчальної флотилії ПЧ ВМС нацистської Німеччини.

## Історія
U-236 належав до німецьких підводних човнів типу VIIC, найчисельнішого типу субмарин Третього Рейху, яких випущено 703 одиниці. Службу розпочав у складі 5-ї навчальної флотилії ПЧ. 14 травня був затоплений бомбардувальниками 8-ї американської повітряної армії в Кілі, але вже 22 травня був піднятий, відремонтований і 29 вересня 1943 року продовжив службу у складі 24-ї навчальної флотилії ПЧ. 1 травня 1944 року увійшов до складу 21-ї школи підводників як навчальний корабель. 1 березня 1945 року U-236 передали 31-й навчальній флотилії Крігсмаріне.
5 травня 1945 року затоплений у західній частині Балтійського моря поблизу Шляймюнде, після того як напередодні був пошкоджений унаслідок повітряного удару британських «Тайфунів».

## Командири
- Оберлейтенант-цур-зее Раймар Цісмер (9 січня — 25 травня 1943)
- Оберлейтенант-цур-зее Курт Гартманн (29 вересня 1943 — 29 травня 1944)
- Оберлейтенант-цур-зее Людо Крегелін (30 травня — 4 червня 1944)
- Оберлейтенант-цур-зее Герберт Мумм (5 червня 1944 — 5 травня 1945)